# Alexander Zach

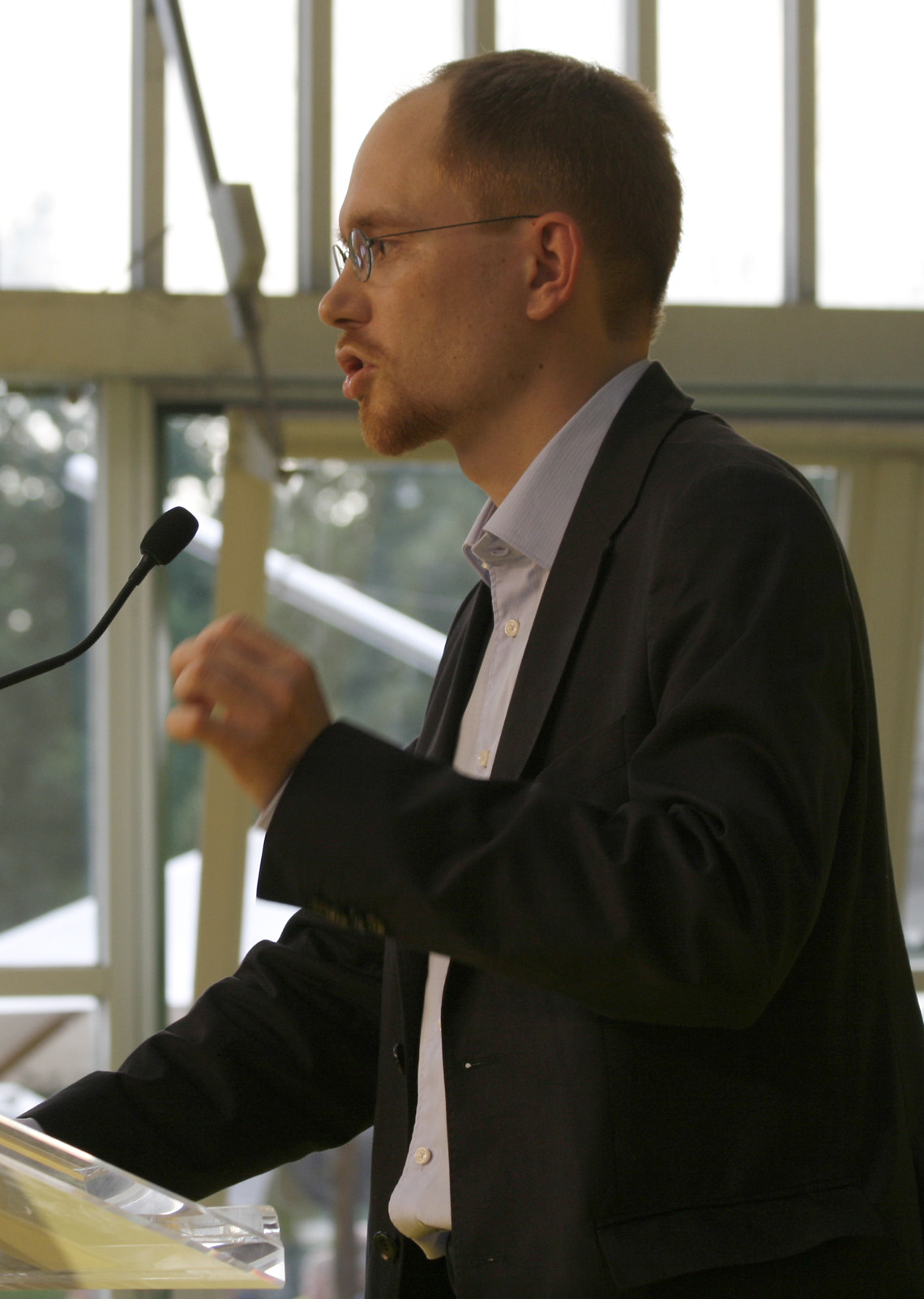
Alexander Zach während der Präsentation der Kandidaten des LIF zur Nationalratswahl 2008

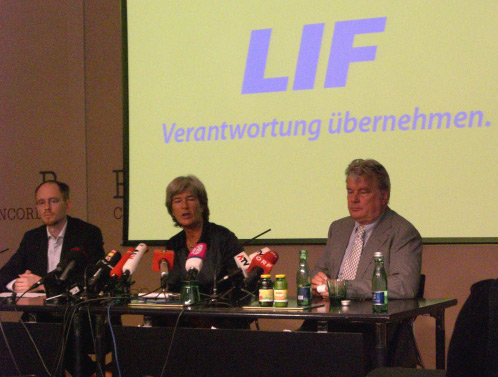
Alexander Zach mit Heide Schmidt und Hans Peter Haselsteiner bei einer Pressekonferenz 2008

Alexander Zach (* 10. September 1976 in Wien) ist ein österreichischer Politiker und ehemaliges Mitglied des österreichischen Nationalrats sowie Initiator des Liberalen Instituts Österreich. Bis 2008 war er Präsidiumssprecher des Liberalen Forums.

## Politischer Werdegang
Alexander Zach war von 1992 bis 1995 Chefredakteur der Schülerzeitung und Schulsprecher im Bundesgymnasium Wien 18 Klostergasse. Dort gründete er die unabhängige Schülervertretung „Sapperlot“, über die Johannes Vetter der ÖVP-nahen Schülerunion den Wiener Landesschulsprecher abnahm. Von 1994 bis 1995 war er Mitglied der Wiener AHS-Landesschülervertretung.
Die zwei erfolgreichsten Wahlgänge des damaligen Liberalen Studentinnen und Studenten Forum mit rund 10 Prozent in den Jahren 1997 und 1999, führte Zach als LSF-Bundesgeschäftsführer, er war darüber hinaus Mandatar in der Bundesvertretung der Österreichischen Hochschülerschaft (vormals Zentralausschuss). Von 1998 bis 2001 setzte sich Zach als liberaler Bezirksrat in Wien-Währing für ein „Parlament im Kleinen“ ein.
Zach war ab 2002 auch stellvertretender Vorsitzender der Liberalen Internationale (LI) und Vertreter des LIF im Council der Europäischen Liberalen Partei (ELDR).
Am 23. September 2008 trat Zach als Präsidiumssprecher, Abgeordneter zum Nationalrat und als Kandidat für die Nationalratswahl zurück und zog damit die Konsequenzen aus den gegen ihn erhobenen Vorwürfen, mit seiner PR-Agentur für den Eurofighter-Hersteller EADS lobbyiert zu haben. Den Parteivorsitz übernahm interimistisch Heide Schmidt und das Nationalratsmandat Kurt Nekula (SPÖ).
Künftig soll Zach als von den NEOS entsandtes Mitglied des ORF-Publikumsrats fungieren.

## Politische Ziele

### Bürgerrechte, Datenschutz
Zach engagiert sich gegen Lauschangriff und Rasterfahndung in der überparteilichen Plattform Grundrechte; unterstützt von Grünen, LIF, ÖH, ARGE Daten und anderen. Im Nationalrat machte er im Juni 2007 mit einer Anfrage mobil gegen die „verdachtsunabhängige Vorratsdatenspeicherung“, mit der eine EU-Richtlinie schnell und in Übererfüllung umgesetzt werden sollte.
Für Zach gehört auch sonntags offen halten dürfen zu den Freiheiten von Konsumenten und Geschäftsinhaber. Die Angestellten sollen sonntags nur freiwillig arbeiten.

### Grundeinkommen
Zach befürwortet ein bedingungsloses Grundeinkommen von 750 Euro im Monat für alle. Dieses soll die Grundlage zur Teilnahme aller am sozialen und kulturellen Leben der offenen Gesellschaft geben; vor allem auch zum lebenslangen Lernen. Er wirbt dafür unter anderem mit dem Chef der dm-Kette Götz Werner und auch auf europäischer Ebene.

### Parlament
Für die Nationalratswahl 2006 nahmen Zach und das LIF das Angebot eines Wahlbündnisses von Alfred Gusenbauer an. Zach kandidierte für das Liberale Forum im Wahlbündnis mit der SPÖ auf Platz 15 der sozialdemokratischen Bundesliste. Nach der Wahl zog er über diese in den Nationalrat ein. Zach war Mitglied des SPÖ-Klubs, betonte aber sein freies Mandat. Er unterlag keinem Fraktionszwang und vertrat die Politik des Liberalen Forums, das seit 1999 erstmals wieder eine Stimme im Parlament hatte.
Zach war Mitglied dreier Ausschüsse des Nationalrats: im Verkehrsausschuss, im Menschenrechtsausschuss sowie im Ausschuss für Forschung, Innovation und Technologie. Im Justiz- wie im Wirtschaftsausschuss war Zach stellvertretendes Mitglied.

## Leben und Arbeit
Zach wuchs in Wien auf und absolvierte 1995 dort seine Matura, danach seine Ausbildung zum akademisch geprüften PR-Berater 1999; der Hochschullehrgang für Öffentlichkeitsarbeit von 4 Semestern baut auf 2 Semestern Jus und 2 Semestern PoWi-Pub auf. 
2002 bis Anfang 2006 war er geschäftsführender Gesellschafter eines Startups, der PR-Agentur Eurocontact (Wien und Budapest) mit vier Mitarbeitern.
Seit 2016 engagiert sich Zach auch beim Magazin „Datum“ und fungiert als Unternehmensberater und Geschäftsführer der AZH Beteiligungs GmbH.
Zach ist seit 2007 verheiratet und lebt in Wien.

## Kontroversen

### Spendenvorwurf
Während des Wahlkampfs zur Nationalratswahl 2006 berichtete der EU-Parlamentarier Hans-Peter Martin über Parteispenden Zachs nach Ungarn. Dieser habe von Parteifreund Hans Peter Haselsteiner (Chef des Baukonzerns Strabag) rund 15 Mio. Euro Beraterhonorar für seine ehemalige Firma Eurocontact erhalten und einen Teil des Geldes über einen Verein an ungarische Parteien gespendet.
Es stellte sich heraus, dass der Verein „Liberales Institut“ tatsächlich Projekte politischer Akademien in Ungarn mit etwa 93.000 Euro unterstützt hatte, was der Vorsitzende der ungarischen SZDSZ bestätigte. Auch Haselsteiners Konzern bestätigte den Geldfluss: „Es sei der ausdrückliche Wunsch Haselsteiners gewesen, dass Eurocontact einen Teil des Honorars ‘zur Unterstützung der politischen Demokratie in Ungarn an parteinahe Vereine und Akademien spendet’“. 
Martin sagte weiterhin, Zach sei ein „Waffenlobbyist“, da er sich mit Eurocontact in Ungarn für die EADS betätigt habe. Zu diesem Vorwurf sagte ein Zach-Sprecher knapp: „Über Aktivitäten der Firma euro:contact dürfe Zach keine Auskunft geben“. Diese Vorwürfe tauchten auch während des Wahlkampfs zur Nationalratswahl 2008 wieder auf, und erneut kommentierten Zach und Haselsteiner die Vorwürfe zumeist abweisend. Im Standard räumte Zach allerdings ein, dass Eurocontact über die deutsche Agentur Salaction indirekt für EADS, unter anderem für „Medienbeobachtung zum Thema Abfangjäger“, tätig war. Der Standard bezeichnete die geleisteten Dienste als „Lobbying-Arbeiten“. Das Verfahren gegen Zach wurde 2013 eingestellt.

### Ibiza-Affäre
Im Zuge der Ibiza-Affäre, die 2019 zum Sturz der Regierung Kurz I führte, wurde bekannt, dass Zach das Ibiza-Video von seinem ehemaligen Schulkollegen, dem Anwalt Ramin M., angeboten wurde. Ebenfalls angeboten wurde es einem anderen Schulkollegen und ehemaligen LIF-Mann, der für den damaligen SPÖ-Chef Christian Kern tätig war. Beide lehnten ab. Ende August 2017 wurde das Video auch Zachs Geschäftspartner, dem Strabag-Lobbyisten und ehemaligen LIF-Generalsekretär Zoltán Aczél angeboten. Dieser solle Haselsteiner davon erzählen. Verlangt wurden fünf Millionen Euro. Aczél lehnte ebenfalls ab, Haselsteiner habe er erst nach der Veröffentlichung im Mai 2019 informiert.

## Publikationen
- Mit Stefan Apfl und Sebastian Loudon: Wo sind wir hier eigentlich? Österreich im Gespräch. Brandstätter, Wien 2019, ISBN 978-3-7106-0381-5.
- Den Versuch war es wert. In: Thomas Hofer, Barbara Tóth (Hrsg.): Wahl 2008. Strategien, Sieger, Sensationen. Molden, Wien/Graz/Klagenfurt 2008, ISBN 978-3-85485-235-3, S. 84 ff.